# Kleingracht

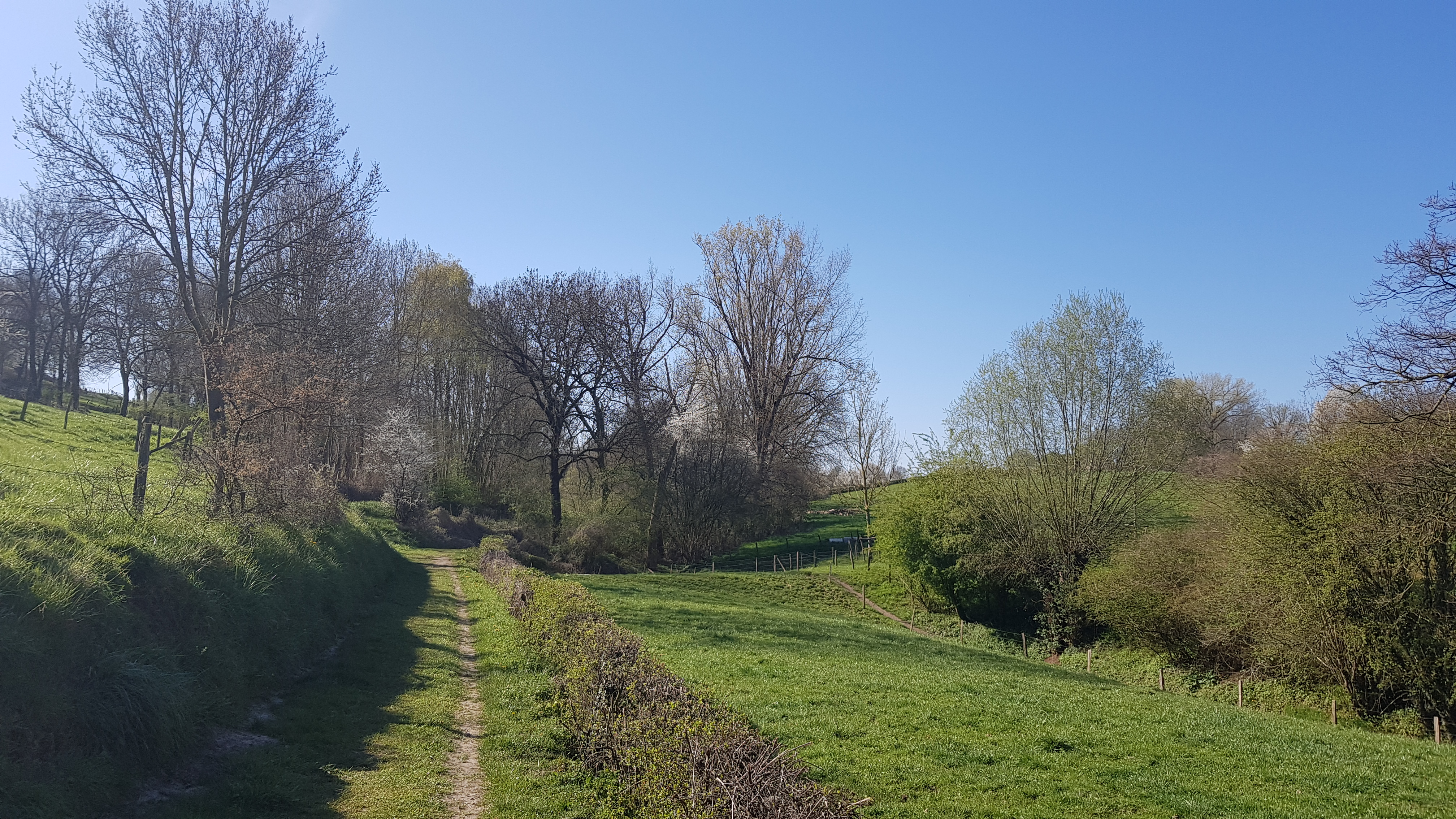
Droogdal Kleingracht

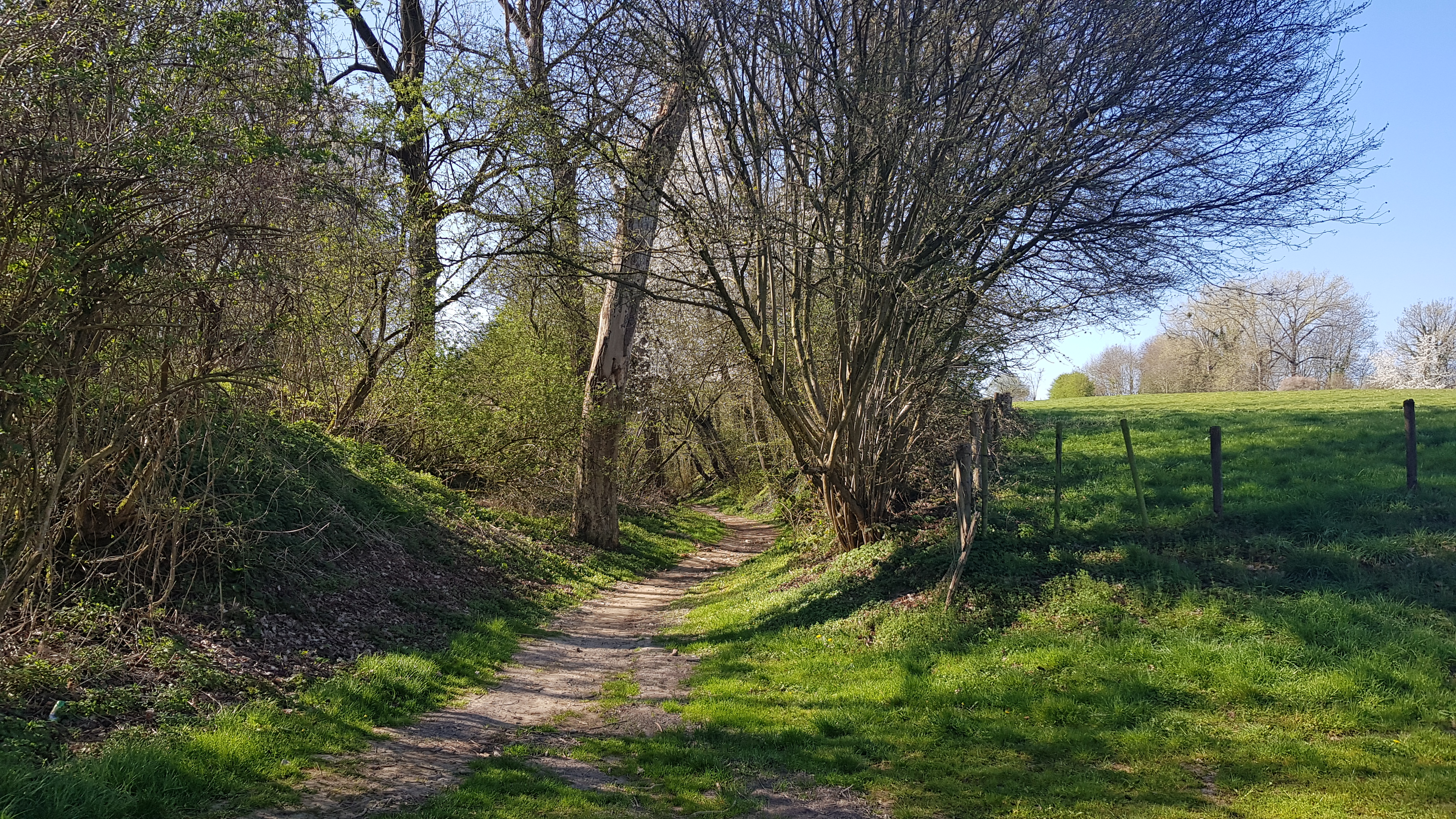
Holleweg in het droogdal

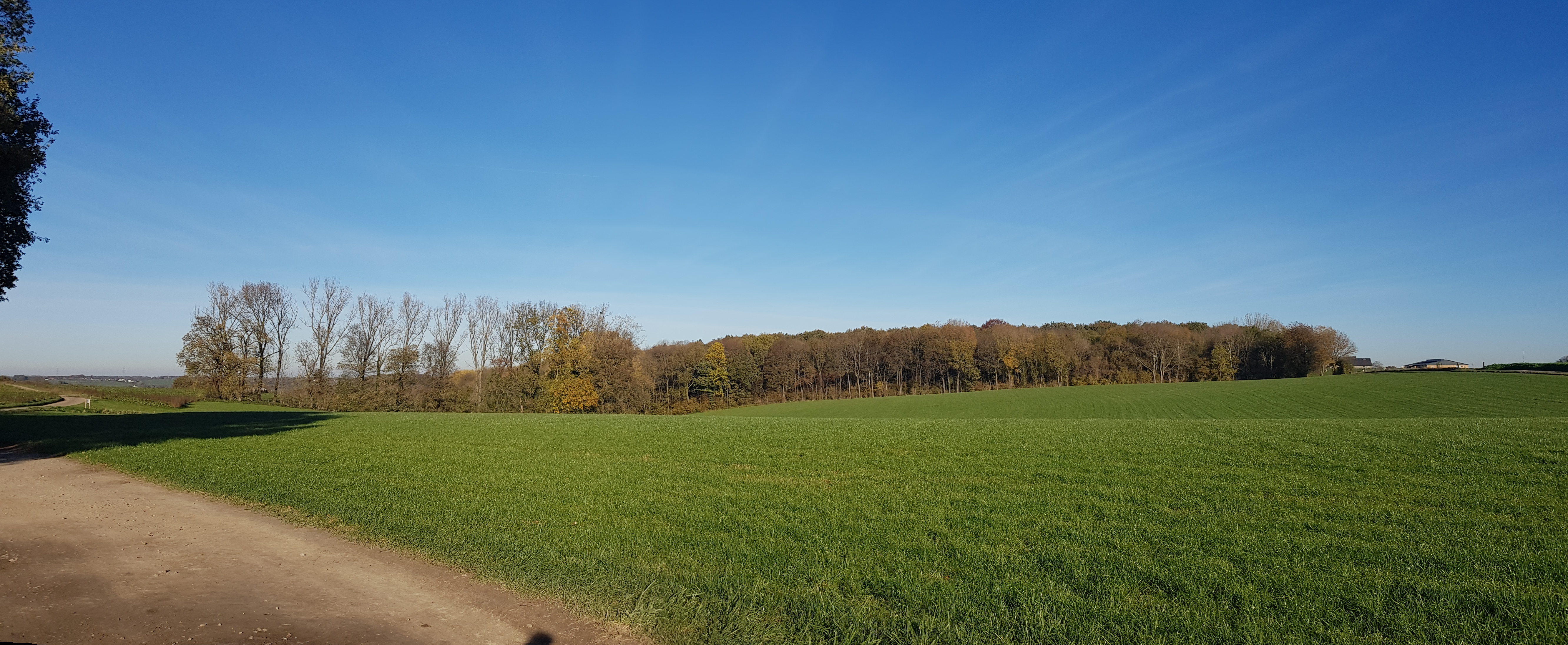
Het dal gezien vanaf het plateau

De Kleingracht is een droogdal in Nederlands Zuid-Limburg in de gemeente Valkenburg aan de Geul. Het dal ligt ten zuiden van Schin op Geul en Strucht. De Kleingracht ligt in de noordoostelijke rand van het Plateau van Margraten in de overgang naar het Geuldal. In het westen wordt het dal begrensd door een heuvelrug van het plateau en in het oosten door een uitloper die eindigt in de Sousberg. Ongeveer een halve kilometer naar het westen ligt het Gerendal en op ongeveer een halve kilometer naar het oosten de Engwegengrub (aan de andere kant van de Sousberg).
Het dal begint ten noordwesten van Berghof en loopt richting het noorden om bij Schin op Geul uit te monden in het Geuldal. Door het dal lopen de Grachtstraat, Onderste Grachtweg, Het Grachtje, Heideweg, Onderste Heideweg, Kinkersweg en Vloedsweg.

## Geologie
In de Kleingracht komt kalksteen van de Formatie van Maastricht en de Formatie van Gulpen dicht aan het oppervlak. Boven het kalksteenpakket liggen aan de randen van het dal de afzettingen uit het Laagpakket van Sibbe en het Laagpakket van Simpelveld bestaande uit zand en Maasgrind dat hier door de Oostmaas/Westmaas werden afgezet. Daar bovenop werd löss afgezet uit het Laagpakket van Schimmert.